# پریلارتین
پریلارتین (به انگلیسی: Perillartine) با فرمول شیمیایی C۱۰H۱۵NO یک ترکیب شیمیایی با شناسه پاب‌کم ۵۳۶۵۷۸۲ است. که جرم مولی آن 165.23 g/mol می‌باشد. 